# روابط بنگلادش و تاجیکستان
روابط تاجیکستان و بنگلادش به روابط دوجانبه بین بنگلادش و تاجیکستان اشاره دارد. بنگلادش و تاجیکستان با تمایل به تقویت بیشتر روابط دیپلماتیک گرم خود را تجربه می‌کنند.

## بازدیدهای سطح بالا
وزیر امور خارجه پیشین بنگلادش، دیپو مونی در سال ۲۰۱۳ از دوشنبه بازدید کرد.

## همکاری در مدیریت فاجعه
تاجیکستان به دلیل تجربه گسترده بنگلادش در مدیریت حوادث، به دنبال همکاری بنگلادش در این زمینه است. بنگلادش کارشناسان خود را برای همکاری فنی چندین پروژه مدیریت خطر سیل در تاجیکستان به این کشور اعزام کرده‌است.

## همکاری اقتصادی
بنگلادش و تاجیکستان برای گسترش فعالیت‌های اقتصادی بین دو کشور علاقه متقابل نشان داده‌اند. سرمایه گذاران بنگلادشی علاقه خود را برای سرمایه گذاری در بخشهای صنعت سبک و پنبه نشان داده‌اند. در سال ۲۰۱۷، یک شرکت بنگلادشی به نام «COSMOTEX» کارخانه‌های پردازش پنبه و چرم را در تاجیکستان تأسیس کرد.
پوشاک و داروهای آماده بنگلادشی به عنوان محصولاتی با پتانسیل بالا در بازار تاجیکستان شناسایی شده‌اند. در سال ۲۰۱۳، بنگلادش و تاجیکستان به منظور گسترش فعالیت‌های اقتصادی دوجانبه بین دو کشور، توافق‌نامه همکاری تجاری و اقتصادی را امضا کردند.